# Корытников, Пётр Константинович
Пётр Константинович Корытников (31 июля 1892 года, Нижний Новгород — 3 ноября 1993 года, там же) — советский военачальник. Генерал-майор (1940 год).

## Биография
Пётр Константинович Корытников родился 31 июля 1892 года в Нижнем Новгороде.

### Первая мировая и гражданская войны
В 1914 году был призван в ряды Русской императорской армии. С ноября 1914 года — рядовой 185-го запасного пехотного батальона в Смоленске. В августе 1915 года окончил 7-ю Московскую школу прапорщиков и был назначен командиром взвода. Воевал на Западном фронте. В 1917 году произведён в чин поручика в 236-м запасном пехотном батальоне в г. Орёл. В 1917 году демобилизован.
В феврале 1918 года вступил красногвардейцем в Чарджоуский городской отряд, а в мае 1919 года был назначен на должность председателя штаба этого же отряда.
В 1920 году назначен на должность военного руководителя Чарджоуского уездного военкомата, в апреле — одновременно на должность председателя комиссии этого военкомата по борьбе с дезертирством, в июле — на должность помощника военного руководителя Бухарского областного военкомата в городе Новая Бухара, в августе — на должность помощника командира отдельного Дзиганского кавалерийского полка, а в апреле 1921 года — на должность адъютанта 15-го кавалерийского полка (8-я кавалерийская бригада, Туркестанский фронт), затем исполнял должность помощника командира 3-го кавалерийского полка (1-я кавалерийская бригада). Принимал участие в боевых действиях против басмачей.

### Межвоенное время
В июле 1923 года назначен на должность командира 31-й кавалерийской бригады (11-я Гомельская кавалерийская дивизия), с декабря исполнял должность начальника штаба 13-го стрелкового корпуса, дислоцированного в городе Каган.
С июня 1924 года служил на должностях командира 43-го кавалерийского полка, а затем командира 1-й кавалерийской бригады, а в мае 1925 года был назначен на должность помощника начальника строевого отдела штаба Туркестанского фронта. В 1926 году был направлен на учёбу на кавалерийские курсы усовершенствования командного состава в Новочеркасске, после окончания которых в 1927 году служил в штабе Среднеазиатского военного округа на должностях помощника начальника строевого отдела и отдела боевой подготовки.
В 1930 году назначен на должность военного руководителя Среднеазиатского коммунистического университета, расположенного в Ташкенте, в 1932 году — на должность начальника штаба военно-транспортного факультета Ленинградского института путей сообщения, а затем — на должность преподавателя тактики Военно-транспортной академии РККА.
В 1933 году окончил Военную академию РККА имени М. В. Фрунзе.
В сентябре 1937 года Корытников был направлен в Испанию, где принимал участие в боевых действиях в ходе гражданской войны. После возвращения в 1938 году был назначен на должность начальника штаба Забайкальского военного округа, а в июле 1940 года — на должность начальника штаба 2-й Краснознамённой армии (Дальневосточный фронт).

### Великая Отечественная война
С началом войны Корытников был назначен на должность заместителя командующего 2-й Краснознамённой армией, в августе 1941 года — на должность заместителя командира, затем исполняющего обязанности командира 27-й запасной стрелковой бригады, в январе 1942 года — на должность заместителя командующего войсками 2-й Краснознамённой армии, а в июле 1943 года — на должность командира 88-го стрелкового корпуса (Дальневосточный фронт), выполнявшего задачи по охране советской государственной границы на Дальнем Востоке.
В марте 1945 года был назначен на должность заместителя командующего 1-й Краснознамённой армии, после чего участвовал в подготовке войск армии к советско-японской войне.

### Послевоенная карьера
С 9 августа 1945 года находился в распоряжении Главного управления кадров НКО, затем был назначен на должность начальника Арзамасского военного пехотного училища, в январе 1946 года — на должность заместителя начальника Высшей офицерской школы штабной службы Красной Армии по учебной и научной работе — начальника учебного отдела. Однако в январе 1947 года школа была расформирована, после чего Корытников находился в распоряжении управления кадров ВС. В марте того же года был назначен на должность начальника кафедры общей тактики Военного педагогического института Советской Армии, а в сентябре 1947 года — на должность начальника кафедры военных дисциплин Военно-медицинской академии имени С. М. Кирова в Ленинграде.
В августе 1958 года вышел в отставку.
Умер 3 ноября 1993 года. Похоронен в Нижнем Новгороде на Бугровском кладбище.

## Воинские звания
- Полковник (4.12.1935)
- Комбриг (21.01.1939)
- Комдив (4.11.1939)
- Генерал-майор (4.06.1940)[1]

## Награды
- Орден Ленина (21.02.1945);
- Четыре ордена Красного Знамени (14.10.1924, 3.11.1944, …);
- Орден Отечественной войны 1-й степени (11.03.1985);
- Орден Красной Звезды 1-й степени (Бухарская народная советская республика, 28.10.1924)[2]
- Медали.